# تپه قلعه گوری محمدآباد
تپه قلعه گوری محمدآباد در شهرستان نهاوند، بخش گیان، دهستان گیان، ۸۰۰ متری ضلع جنوبی روستای ظفرآباد واقع شده و این اثر در تاریخ ۲۵ آبان ۱۳۸۷ با شمارهٔ ثبت ۲۳۶۷۶ به‌عنوان یکی از آثار ملی ایران به ثبت رسیده است.